# Tunel Sáva-Dunaj

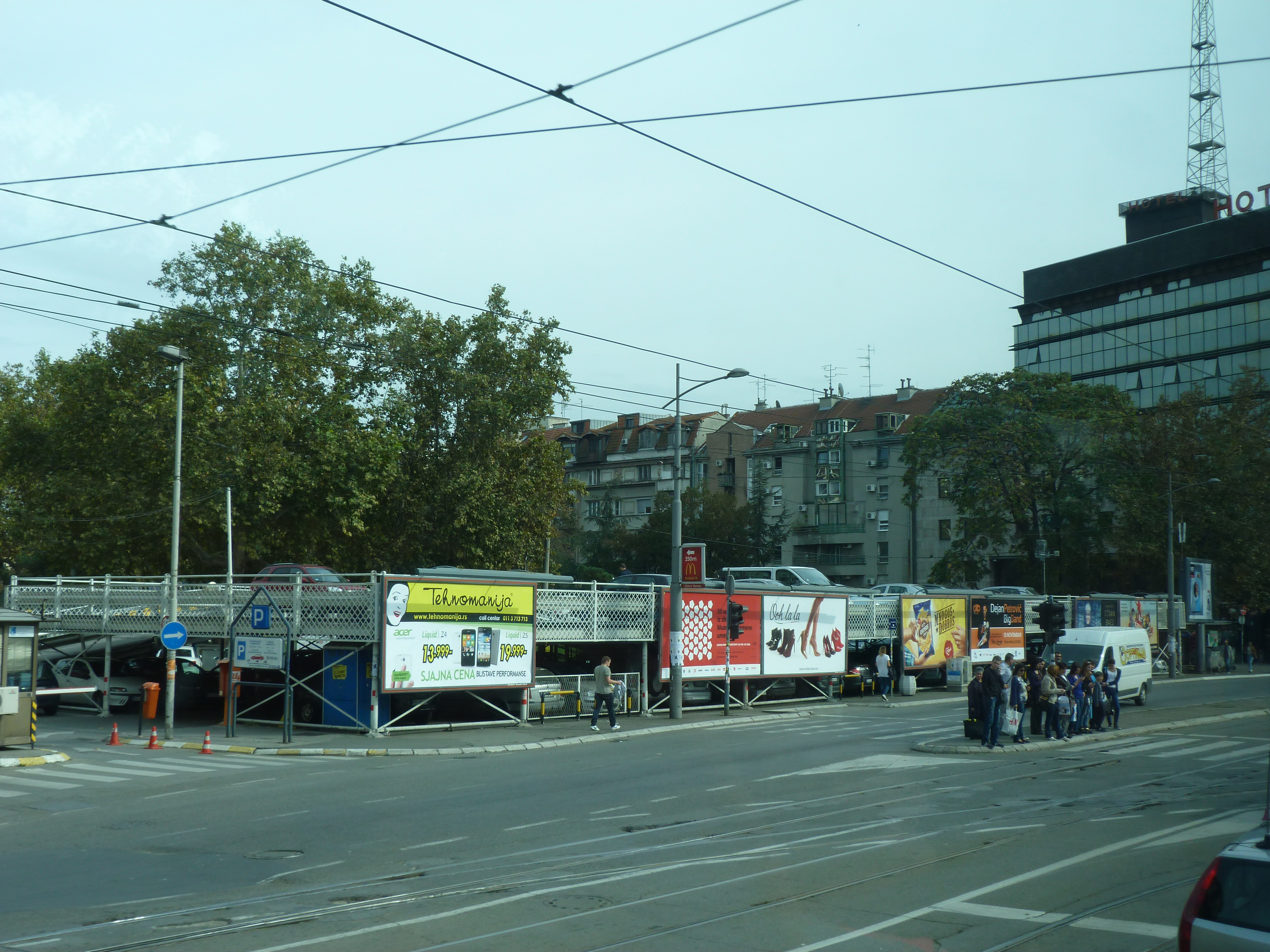
Místo pravděpodobného západního portálu tunelu.

Tunel Sáva–Dunaj (srbsky Тунел Сава–Дунав) je název pro připravovaný/projektovaný silniční tunel, který má spojit sávský a dunajský břeh Bělehradu, hlavního města Srbska a snížit tak intenzitu dopravy ve středu města (ulice Kneza Miloša a Takovska) a umožnit vznik nových pěších zón.
Název stavby je provozní a odpovídá přibližnému trasování.
Cena dlouhodobě zamýšleného tunelu se pohybuje okolo 100 milionů eur. Jeho trasování bylo zvažováno v řadě variant. Předpokládá se, že tunel spojí sávský břeh v místě, kde je vyústěn Starý sávský most do Karađorđevy ulice s dunajským v prostoru Pančevského mostu, resp. u budovy policejního velitelství. Pro výstavbu tunelu bude na sávské (místní část Savamala zbourána část parku. Tunel povede pod památkově chráněným domem rodiny Najdanovićů. Výstavbu mostu má zrealizovat společnost Power China v celkové výši 150 milionů EUR.